# إتوري بيانكو
إتوري بيانكو (بالإيطالية: Ettore Bianco) هو سائق سباق إيطالي، (و. 1900  م).

## روابط خارجية
- إتوري بيانكو على موقع DriverDB.com (الإنجليزية)